# Члаки, Илья Александрович
Илья́ Алекса́ндрович Чла́ки (род. 29 апреля 1959, Москва) — советский и немецкий русскоязычный драматург, писатель.

## Биография
Илья Члаки родился 29 апреля 1959 года в Москве.
В 1991 году эмигрировал из СССР в Германию.
Автор более пятидесяти пьес (двухактные, одноактные, монологи). Двенадцать пьес было переведено на немецкий язык. Выборочные пьесы переведены на английский, болгарский, испанский, итальянский, каталонский, китайский, литовский, румынский, украинский, французский, японский языки.
Спектакли по пьесам Ильи Члаки ставились в Великобритании, Белоруссии, Болгарии, Германии, Казахстане, Латвии, Литве, Молдове, России, Румынии, США, Украине, Франции.

## Участие в творческих и общественных организациях
- Член Союза писателей Германии (Verband deutscher Schriftsteller VSс 1996)[1]
- Член Международной федерации русских писателей МФРПс 2008)[1]
- Член Содружества русскоязычных литераторов Германии (СЛоГ) (с 2024)

## Почётные звания
- Почетный гражданин города Уотерфорд[какой?], США (1992)[источник не указан 256 дней]

## Литературные премии и стипендии
- 1991 — Пьеса «Волчок, или так не бывает» выиграла конкурс драматургов в Щелыково
- 1992 — Драматургическая стипендия, Ю. О’Нил театральный центр, США, показ пьесы «Волчок» с американскими актерами
- 1996 — Литературная стипендия земли Нижняя Саксония, Германия (Förderstipendium für Literatur des Landes Niedersachsen)
- 1998 — Литературная стипендия земли Нижняя Саксония, Германия (Förderstipendium für Literatur des Landes Niedersachsen)
- 1999—2000 — Литературная стипендия NDK e.V., Берлин (Arbeitsstipendium für Literatur, NDK e.V.)
- 2000 — Литературная стипендия Alfred-Döblin-Stipendium, Академия Искусств, Берлин (Alfred-Döblin-Stipendium, Akademie der Künste)
- 2002—2003 — Литературная стипендия, NDK e.V., Берлин (Arbeitsstipendium für Literatur, NDK e.V.)
- 2003 — Международная стипендия (литература), Denkmalschmiede H?fgen, Studios International (Arbeitsstipendium für Literatur, Denkmalschmiede Höfgen, Studios International)
- 2003—2004 — Международная стипендия (литература), Künstlerdorf Schöppingen (Literaturstipendium Künstlerdorf Schöppingen)
- 2006 — Международная стипендия (литература), Künstlerdorf Lukas
- 2007 — Литературная стипендия, Käthe-Dorsch — und Agnes-Straub — Stiftung
- 2007 — Первый приз за одноактную пьесу «В парке» в Кемпенском литературном конкурсе
- 2007—2008 — Международная литературная стипендия Artist-in-Residenсe, PEN centrum Vlaanderen, Бельгия
- 2008 — Международная стипендия (литература), Österreichische Gesellschaft für Literatur, Вена, Австрия
- 2009 — Международная стипендия (литература), Швейцария, Künstlerhaus «Chretzeturm» Stein am Rhein
- 2009 — Специальный приз жюри за мини-пьесу «Клон», Ein KULTURZONE-Projekt
- 2009 — Третий приз за одноактную пьесу «Телефон для справок» в Кемпенском литературном конкурсе
- 2010 — Международная стипендия (литература), Швейцария, Literaturatelier in Raron[2]
- 2012 — Второе место за пьесу «Интенсивные письма» в международном конкурсе драматургии «Баденвайлер»
- 2014 — Третье место за пьесу «Забыть и Помнить» в международном конкурсе драматургии «Баденвайлер»
- 2016 — Пьеса «Забыть и Помнить» стала победителем в конкурсе Eurodram 2016 среди русскоязычных пьес
- 2016 — «Бриллиантовый Дюк», высшая награда международного конкурса имени Де Ришелье, за одноактную пьесу «В парке»
- 2017 — Литературная стипендия, Вентспилс, Латвия, Международный дом писателей и переводчиков
- 2017 — Литературная стипендия, Käthe-Dorsch — und Agnes-Straub — Stiftung
- 2017 — Короткий рассказ «Море и Лужа» получил почетное признание Дома Искусств Ahrenshoop в рамках литературного приза Kunstpreis 2017
- 2018 — Пьеса «Скрипка» стала победителем в конкурсе Eurodram 2018 среди русскоязычных пьес
- 2020 — Литературная стипендия, Вентспилс, Латвия, Международный дом писателей и переводчиков
- 2023 — Литературная стипендия, Вентспилс, Латвия, Международный дом писателей и переводчиков
- 2023 — Литературная стипендия, Дебрецен, Венгрия, Hungarian Writers' Residence